# Яґ'я аль-Мансур

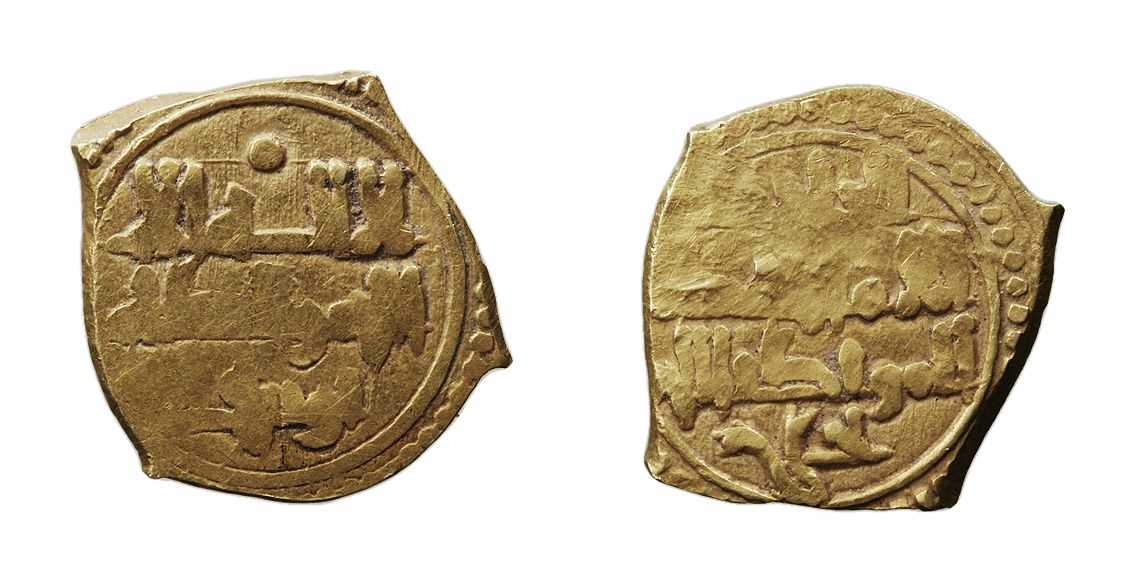
Динар еміра Яґ'ї

Яґ'я аль-Мансур (араб. المظفر بن الأفطس; д/н — 1079) — 4-й емір Бадахоської тайфи в 1068—1079 роках. Повне ім'я Яґ'я ібн Абу Бакр Мухаммед аль-Афтас. В християнських державах відовий як Альманзор II Бадахоський.

## Життєпис
Походив з Афтаської династії. Син Абу Бекр аль-Мудафара, еміра Бадахосу. Після смерті останнього 1068 року захопив владу в тайфі, але його брат Мухаммад аль-Мутавакіль зумів укріпитися в Еворі. Яґ'я прийняв почесне ім'я аль-Мансур («Переможний»).
Для приборкання брата вступив в союз з Аль-Мамуном, еміром Толедо, якого оголосив своїм спадкоємцем. Натомість його брат став союзником аль-Мутаміда, еміра Севільї.
Разом з тим відмовився сплачувати данину Кастилії, вказавши, що це повинен зробити його брат, оскільки саме він контролював землі в долині річки Тахо, за які їх батько зобов'язався платити. В цей час почалася боротьба за кастильський трон між братами Альфонсо VI і Санчо II, що довзволило Яґ'ї аль-Мансуру здобути незалежність.
Втім основною турботою було протистояння з братом, який атакував Лішбунах. У 1072 і 1073 роках Яґ'я зазнав поразок, що дозволило брату Мухаммаду встановити владу над значнною частиною Бадахоської тайфи. Але Яґ'я за підтримки аль-Мамуна продовжував чинити опір. Лише смерть останнього 1075 року ослабила позиції аль-Мансура. Але війна тривала до його смерті у 1079 році.